# 메건 파른
메건 파른(Megan Parlen, 1980년 7월 9일 ~ )은 미국의 배우, 텔레비전 배우, 영화배우, 성우이다.
로스앤젤레스에서 태어났다.

## 영화
- 이 영화는 아직 등급이 없다 (2006년)
- 마이 히어로스 해브 올에이스 빈 카우보이스 (1991년)